# Ђавоља киша
Ђавоља киша (енгл. The Devil's Rain) америчко-мексички је хорор филм из 1975. године, редитеља Роберта Фуеста, са Ернестом Боргнајном, Едијем Албертом, Вилијамом Шатнером, Кинаном Вином, Томом Скеритом, Џоун Прадер, Ајдом Лупино, Антоном Сандором Левејом и Џоном Траволтом у главним улогама. Радња прати породицу Престон, која постаје мета сатанистичког култа због књиге коју скривају.
Филм је, између осталог, познат по томе што је први употребио маску Вилијама Шатнера, коју је касније носио Мајкл Мајерс у филмском серијалу Ноћ вештица (1978—2022). Сниман је у Дурангу, Мексико и премијерно приказан 7. августа 1975. Године 2017. објављено је издање на блу-реј диску. Већина критичара му је дала негативне рецензије. Међу њима је и Роџер Иберт, који га је касније сврстао на листу својих најнеомиљенијих филмова. С друге стране, Ајда Лупино је добила награду Златни свитак за најбољу глумицу у споредној улози.

## Радња
Џонатан Корбис, вођа сатанистичког култа у граду духова, је у потрази за књигом коју већ деценијама чувају чланови породице Престон. Када сазна да су му родитељи и млађи брат нестали, Том Престон одлази са својом супругом у овај град како би их спасао.

## Улоге
| Глумац             | Улога                               |
| ------------------ | ----------------------------------- |
| Ернест Боргнајн    | Џонатан Корбис                      |
| Еди Алберт         | др Сем Ричардс                      |
| Вилијам Шатнер     | Марк Престон                        |
| Ајда Лупино        | Ема Престон                         |
| Том Скерит         | Том Престон                         |
| Џоун Прадер        | Џули Престон                        |
| Кинан Вин          | шериф Овенс                         |
| Џон Траволта       | Дени                                |
| Џорџ Саваја        | Стив Престон                        |
| Антон Сандор Левеј | високи свештеник сатанистичке цркве |
| Дајана Левеј       | Присила Корбис                      |
| Вудроу Чамблис     | Џон                                 |
| Лиса Тод           | Лилит                               |